# Concept (filosofie)
Een concept (Latijn concipere - conceptum: bijeen-nemen, be-grijpen, be-vatten) is, in de filosofie en in de wetenschappelijke theorievorming, een basisbegrip: een cognitieve (mentale) eenheid, waarin meerdere ideeën, op grond van hun cognitief ervaren verwantschap, worden samengevat tot een hogere cognitieve klasse.

## Concepten als basis van theorieën
Concepten vormen de basis van de filosofie, en van theorievorming in de wetenschap. Het gaat bij conceptvorming telkens om abstracte voorstellingen van toestanden, verbanden of kwaliteiten, die in de werkelijkheid worden onderscheiden, maar die door de filosoof of de wetenschapper met elkaar in verband worden gebracht. Ieder concept wordt gekenmerkt door een definitie die het gegeven concept duidelijk beschrijft, waardoor het tevens van andere concepten wordt onderscheiden.

## Voorbeelden
Een concept is niet hetzelfde als een idee, maar kan ermee samenvallen. Waar een idee één enkel denkbeeld is, vat een concept meestal meerdere denkbeelden samen. Voorbeelden van concepten zijn: het heliocentrisme van Nicolaus Copernicus in de sterrenkunde; het soortbegrip: het fundamentele taxon in het biologische indelingssysteem - de taxonomie - van alle bekende levensvormen;  de zich herhalende chemische eigenschappen van Dmitri Mendelejev in de scheikunde, waar hij zijn periodiek systeem op baseerde; de verzameling van Georg Cantor in de wiskunde; de klassenstrijd van Karl Marx in de economische geschiedenis; opeenvolgende tijdperken die worden geconceptualiseerd als klassieke oudheid, middeleeuwen, en vroegmoderne tijd in de geschiedschrijving; het ecosysteem van Arthur Tansley in de ecologie; het concept paradigma van Thomas Kuhn in de wetenschapsfilosofie; en de universele grammatica van Noam Chomsky in de taalkunde. Van bovenstaande concepten vormde het heliocentrisme een heel nieuw paradigma, dat recht tegen de toenmalige leer van de Kerk inging, en tot een heel nieuw wereldbeeld leidde, zowel in de wetenschap, als daarbuiten (een paradigmaverschuiving).

## Oorsprong van concepten
Over de oorsprong van ideeën, en de daaruit voortkomende concepten, is veel geschreven. Grofweg zijn er twee kennistheoretische standpunten: het rationalisme, dat ervan uitgaat dat ideeën uit de rede voortkomen, en het empirisme dat stelt dat alle kennis uiteindelijk uit de (zintuiglijke) ervaring stamt. Een voorbeeld van een vertegenwoordiger van het eerste standpunt is Plato, van het tweede standpunt Aristoteles.
De metafysicus Laurence Bonjour heeft in zijn werk In Defense of Pure Reason gepleit voor een verfijning van deze tweedeling.